# Eörsi Anna
Eörsi Anna (Budapest, 1950. november 9. – ) magyar művészettörténész.

## Életpályája
Tanulmányait 1969-től végezte az Eötvös Loránd Tudományegyetem Bölcsészettudományi Karán francia és művészettörténet szakokon. 1974-ben mindkettőből jeles minősítésű diplomát szerzett, egy év múlva tett bölcsészdoktori vizsgát. Tanulmányai befejezése óta az ELTE Művészettörténeti Tanszék munkatársa, 1997-től egyetemi docens. Szakterülete a 14-15. századi egyetemes festészet és szobrászat, a trecento festészet, francia miniatúrafestészet, német szárnyasoltárok, quattrocento festészet és szobrászat. Ikonográfiával is foglalkozik. Tanulmányutakat tett Hollandiába, Belgiumba, Franciaországba, Olaszországba. 1997-ben megkapta a Széchenyi Professzori ösztöndíjat. 2000-től tagja a Magyar Tudományos Akadémia Művészettörténeti Bizottságának.

## Művei
- Cosimo Tura; Corvina, Bp., 1979 (A művészet kiskönyvtára)
- Az internacionális gótika festészete; Corvina, Bp., 1984 (angolul, franciául, lengyelül, németül, oroszul, spanyolul is)

## Publikációs jegyzéke
- arthist.elte.hu